# Craig Winder
Craig O'Brian Winder (Hinesville, 14 aprile 1984) è un ex cestista statunitense, professionista nella NBDL.

## Palmarès
- Campione NBDL (2010)